# Sells (Arizona)
Sells – jednostka osadnicza w Stanach Zjednoczonych, w stanie Arizona, w hrabstwie Pima.